# Coriún Aharonián
Coriún Aharonián (Montevideo, 4 de agosto de 1940- Montevideo, 8 de octubre de 2017) fue un compositor y musicólogo uruguayo. Fue autor de obras de cámara, orquestales y piezas de música electroacústica que se han estrenado en numerosos países; también de artículos, ensayos y libros. Enseñó composición en su país y en el extranjero. Dictó materias musicológicas en la Universidad de la República y fue conferencista invitado en instituciones de muchos países y en varios congresos internacionales. Fue director honorario del Centro Nacional de Documentación Musical Lauro Ayestarán, en Montevideo, e investigador emérito del Sistema Nacional de Investigadores del Uruguay.

## Biografía
Coriún Aharonián nació en 1940, en Montevideo, hijo de padres inmigrantes que sobrevivieron al genocidio armenio en 1915-1923. Sus padres llegaron a Uruguay en los años veinte. Su padre, que estudió en Echmiadzin, centro religioso de Armenia, se formó en ingeniería en Köthen (Alemania); sin embargo, al establecerse en Uruguay, tuvo que trabajar como subordinado al no ser reconocidos sus estudios profesionales. Aharonián recuerda que en su niñez no tenían dinero, aunque sus padres lucharon por sus ideales, lo cual tuvo enorme influencia sobre Coriún.
Coriún tenía estatura baja, nariz aguileña y barba. Herrera señala que tenía “un trato suave, supremamente atento y hasta juguetón.”

### Estudios musicales y carrera profesional
Coriún comenzó a estudiar piano a los cinco años con Adela Herrera-Lerena, discípula de Eugen d'Albert. Sin embargo, varios años después descubrió que el piano no era su verdadera vocación. También estudió con el director y musicógrafo Kurt Pahlen, quien era profesor de la Universidad de Montevideo; bajo su enseñanza se inclinó por la dirección de coro de masas o grandes coros de trabajadores, convirtiéndose en asistente del director cuando tenía quince años. Más tarde, entre 1966 y 1969, estudió dirección orquestal con Jacques Bodmer, discípulo de Hermann Scherchen.
Con Lauro Ayestarán aprendió musicología, y en 1955 comenzó a estudiar composición con el destacado compositor Héctor Tosar, quien para Aharonián se convertiría en una figura paterna que le ayudó a descubrir su propio camino. Aharonián estudió cuatro años arquitectura, pero después decidió dedicarse por entero a la música. Tomó clases de dirección coral con el estadounidense Robert Shaw y otros docentes. Interesado en el ámbito de la educación, se convirtió en el secretario general de la Sociedad Uruguaya de Educación Musical, así como en profesor de institutos de música y pedagogía. En 1966 cofundó el Núcleo Música Nueva; un año después fue nombrado secretario de la recién formada Sociedad Uruguaya de Música Contemporánea (SUMC).
En 1969 recibió una beca por parte del Centro Latinoamericano de Altos Estudios Musicales del Instituto Di Tella, ubicado en Buenos Aires, en el cual estudiaban compositores jóvenes de toda América Latina, con la posibilidad de desarrollarse en el campo sin ninguna distracción. Aharonián estudió en el CLAEM con Gerardo Gandini y Fernando von Reichenbach, y fue ahí donde desarrolló una de sus obras más importantes, Que, pieza electroacústica donde mezcla sonidos electrónicos y la voz humana, citando un verso de Mario Benedetti. Ese mismo año recibió una beca para viajar a París para continuar sus estudios.
Entre los compositores que influenciaron su trabajo está Edgar Varèse, quien tuvo un papel importante para los músicos latinoamericanos de su generación; asimismo Anton Webern, de quien Aharonián señaló que sobre todo admiraba su etapa expresionista, más que los elementos estructurales de su obra: «Es el máximo grado de expresión frente a la nada». Sin embargo, quien se vuelve un referente para su obra es Luigi Nono, a quien conoce en 1967, en Montevideo, invitado por compositores uruguayos cuando el compositor italiano se encontraba en Buenos Aires. Aharonián narra una charla amplia durante dos días, que marcó un antes y un después en su visión de la composición desde su posición como latinoamericano, pues de ahí en adelante, las normas éticas y los principios ideológico-morales se volvieron parte de su obra y su vida, esto a través del enfoque marxista y de la praxis que Nono extraía del pensamiento de Antonio Gramsci.
Durante su estancia en Francia trabajó con el Groupe de Recherches Musicales; sin embargo, no está del todo seguro que ahí pueda seguir con sus fundamentos ético-sociales, por lo que decide interrumpir la beca, para trasladarse a Alemania, a formar parte de los Darmstädter Ferienkurse (Cursos de verano de Darmstadt), y más tarde se reúne con Nono en Venecia.
También recibió clases de Gerardo Gandini, Vinko Globokar, György Ligeti, Gordon Mumma, Folke Rabe, Fernando von Reichenbach, Christian Wolff y Iannis Xenakis, entre otros. Fue compositor invitado del Berliner Künstlerprogramm del Deutscher Akademischer Austauschdienst en 1984-85. Le fue concedida una beca Guggenheim (2004-05) para realizar trabajo musicológico, y fue condecorado como montevideano ilustre.
De 1985 a 1989 fue uno de los miembros del consejo presidencial de la Sociedad Internacional de Música Contemporánea (SIMC), la primera vez que un latinoamericano tenía ese puesto.

### Trabajo docente
Entre 1985 y 1991 dio clases en la Universidad de la República. Fue docente en el Instituto de Profesores de Montevideo, así como en universidades de Brasil, Ecuador, Colombia y Argentina. También impartió seminarios en diferentes países de Asia, América y Europa. Coorganizó los Cursos Latinoamericanos de Música Contemporánea (CLAMC), con quince ediciones de 1971 a 1989, las cuales se efectuaron en diferentes países de América. Fue profesor de diferentes personalidades de la música culta y popular.
Aharonián, aunque estaba interesado en la música culta de vanguardia, nunca perdió contacto con la música popular, lo cual se hace patente tanto en sus ensayos escritos como en los seminarios que impartió, al igual que en los músicos uruguayos que tuvo entre sus alumnos.
CLAMC
Los Cursos Latinoamericanos de Música Contemporánea que junto a Héctor Tosar cofundó Aharonián fueron el legado de la labor inconclusa del Centro Latinoamericano de Altos Estudios Musicales, que había sido cerrado en 1971, pero también de los cursos de verano de Darmstadt. La idea de los CLAMC, sin embargo, es que no dependieran de instituciones, para que fueran autónomos de las áreas de poder, sustentables e itinerantes. En sus quince ediciones, se realizaron seis veces en Brasil, cinco en Uruguay, dos en Argentina, una en República Dominicana y una vez en Venezuela. Además de Tosar y Aharonián, formaron parte de su equipo internacional de organización José María Neves, Conrado Silva, Graciela Paraskevaídis y Cergio Prudencio.
Como docentes, participaron tanto compositores europeos como latinoamericanos, entre los que destacan Luigi Nono, Klaus Huber, Dieter Schnebel, Helmut Lachenmann, Nicolaus A. Huber, Folke Rabe, Gordon Mumma, Louis Andriessen, Konrad Boehmer, Pierre Boeswillwald, Fernand Vandenbogaerde, Hans-Joachim Koellreutter, Oscar Bazán, Eduardo Bértola, Mariano Etkin, Fernando von Reichenbach, Gerardo Gandini, Mesías Maiguashca, Jorge Risi, Mario Lavista y Julio Estrada. Como conferencistas participaron Abel Carlevaro, Eduardo Galeano e Inge Bayerthal. También se presentaban exponentes de la música popular, como Los Olimareños y Daniel Viglietti, o el payador Carlos Molina.

### Centro Nacional de Documentación Musical Lauro Ayestarán
En 15 de octubre de 2009, Coriún fundó el Centro Nacional de Documentación Musical Lauro Ayestarán (CDM), siendo su director honorario hasta su fallecimiento en 2017. EL CDM fue fundado con la finalidad de custodiar el archivo de la familia Ayestarán, el cual contaba con archivos de datos, fotografías y el archivo de Flor de María Rodríguez Romero, viuda de Lauro Ayestarán. Dichos archivos fueron trasladados a instalaciones del Ministerio de Educación y Cultura de Uruguay.

## Vida personal y legado
Su esposa fue la compositora, musicóloga y docente argentina nacionalizada uruguaya Graciela Paraskevaídis (1940-2017). Tuvieron una hija, Nairí.
Falleció el domingo 8 de octubre de 2017, 8 meses después que su esposa, a los 77 años de edad, ambos nacieron y murieron el mismo año.
En la segunda mitad de 2020 se forma la Fundación Aharonián-Paraskevaídis, presidida por Nairí, con todo el acervo musicológico de la pareja.

## Militancia cultural y ética en Aharonián
A pesar de que Aharonián fue becado para estudiar en Europa, a diferencia de otros compositores de su generación, decidió regresar a Uruguay, donde casi toda su vida desarrolló su vida profesional, esto por razones éticas. Para Aharonián, su obra estaba íntimamente ligada a su militancia político-cultural y a sus reflexiones ideológicas en torno al colonialismo cultural en la música latinoamericana.
El interés por el rescate identitario que propone Aharonián proviene en parte por su formación con el musicólogo Lauro Ayestarán, con quien entendió la importancia del hecho musical en la praxis real, a diferencia de la deformación europea de aislar la música del entorno. Para Aharonián, entonces, la labor del musicólogo tiene utilidad social.

Siento que pertenezco a aquel género de creadores cuya función no consiste en ser meramente un adorno social, sino que son conscientes de su responsabilidad histórica. Cultura es lo que refleja a la sociedad y le es útil; lo demás son caprichos individuales
Coriún Aharonián

## Obra musical
La obra musical de Coriún Aharonián tiene connotaciones ético-sociales que surgen de sus propias inclinaciones políticas, así como de la búsqueda de una identidad latinoamericana que está escondida tras el colonialismo cultural y la influencia apabullante de la música occidental. Asimismo, para Aharonián, no hay una división entre el terreno artístico y el compromiso ético en otros campos; su música es un intento de integrar el arte y la vida, así como un arma de resistencia cultural.
La austeridad y la economía de elementos, medios y lenguaje es una de las características en la obra de Aharonián, o como él mismo lo señala: «Podemos hablar de austeridad, o de despojamiento, como constantes habituales en la mayor parte de las composiciones relevantes de Latinoamérica en las últimas décadas. En lenguaje, en recursos expresivos, en medios técnicos. Y en búsquedas, por parte de varios compositores, en el terreno de una estética “pobre” y/o de una tecnología de aspecto “pobre”», lo cual se constata en su tercera pieza para piano de 1973, en Digo, es un decir (1979), en Gran Tiempo, electroacústica (1974), así como en Mestizo (1993) y Una carta (2001).

### Obras destacadas
Que (1969), electroacústica
Con Que, Aharonián, además de mezclar elementos electroacústicos con la voz humana que dice un verso de un poema de Mario Benedetti, también intenta mostrar la contradictoria realidad que se vive en América Latina. La frase «qué bueno que respiras, que conspiras» es interrumpida por pausas, creando un juego de palabras que juega con los sonidos electrónicos sintetizados, los cuales son polivalentes y parecieran no tener relación con las palabras.
Homenaje a la flecha clavada en el pecho de Don Juan Díaz de Solís (1974)
Es una obra electroacústica que retrata la búsqueda de las raíces sonoras latinoamericanas al mostrar los sonidos que producen las flautas indígenas y mestizas de las regiones aimara y quechua del Altiplano andino. Aharonián grabó personalmente quenas, pincullos, anatas y sikus, rindiéndoles homenaje a esos sonidos que representan a los verdaderos dueños de las tierras americanas. El compositor intenta no rendir un homenaje romántico o de filantropía etnocéntrica, evitando el disfraz o la fotografía exótica. Asimismo, la pieza hace alusión a la leyenda de que el primer conquistador que intentó pisar tierras sudamericanas, Juan Díaz de Solís, fue recibido por una certera flecha una vez que pisó tierra en lo que se denominaría después Río de la Plata; sin embargo, no es una obra programática, y la relación entre título y contenido es arbitraria.

### Lista de obras
Lista de obras recopiladas por Monika Fürst-Heidtmann:

#### Música de concierto
- Hecho I, teatro musical, 1966.
- Música para aluminios, para 3 instrumentistas y cinta magnética (estudio, para la cinta magnética: SODRE, Montevideo), 1967.
- Música para tres, flauta, violín (microtonal) y piano, 1968.
- Lorenzaccio, 9 solistas, orquesta de cuerdas y percusión, 1968.
- Una estrella, esta estrella, nuestra estrella, pequeño coro y 5 instrumentistas, 1969.
- Que, electroacústica (estudio del Instituto Torctuato Di Tella, Buenos Aires), 1969.
- Música para cinco, flauta contralto, corno, trompeta, trombón y tambores, 1972.
- Tres pequeñas piezas para piano, 1966-73.
- Dos canciones sobre poemas de Idea Vilariño, cantante popular femenina, guitarra, bandoneón, 1973.
- Homenaje a la flecha clavada en el pecho de Don Juan Díaz de Solís, electroacústica (estudio del GMEB, Bourges), 1974.
- Gran tiempo, electroacústica (estudio del GMEB, Bourges), 1974.
- ¡Salvad los niños!, electroacústica (elac, Montevideo), 1976.
- Esos silencios, electroacústica (elac, Montevideo), 1978.
- Digo, es un decir, 3 flautas, 3 oboes, 3 clarinetes, trompeta y 2 contrabajos, 1979.
- Los cadadías, clarinete, trombón, piano y violonchelo, 1980.
- En el sombrío bosque un canto un pájaro, instrumentos no convencionales, 9 o más intérpretes, 1981.
- ¿Y ahora?, piano, 1984.
- Apruebo el sol, elecrtroacústica (EMS, Estocolmo), 1984.
- Gente, 12 instrumentistas, 1990.
- Mestizo, orquesta, 1993.
- Secas las pilas de todos los timbres, electroacústica (Studio für Elektroakustische Musik der Akademie der Künste, Berlín), 1995.
- Una canción, flauta, clarinete, viola, violonchelo y piano, 1998.
- Llueve sobre el Río de la Plata, guitarra, 2000.
- Una carta, 15 instrumentistas, 2001.
- Cachó la barreta, 6 percusiones, 2004.[27]
- ¿De qué estamos hablando?, clarinete bajo (clarinete en Mi bemol), fagot, violonchelo, 2006.[27]

#### Música para teatro
- La fuente del arcángel, Pedro Salinas, 1963.
- Suddenly last summer (De repente en el verano), Tennessee Williams, 1964.
- Le tueur sans gages (El asesino sin sueldo), Eugène Ionesco, 1965.
- Water 2000, Hugo Bolón, 1966.
- Aventuras de Juan el Pícaro, Alberto Mediza, 1967.
- Mademoiselle Jaïre (La señorita Jaír), Michel de Ghelderode, 1967.
- La promenade du dimanche (El paseo de los domingos), Georges Michel, 1967.
- Lorenzaccio, Alfred de Musset, 1968.
- Fordingsägare: Creditorer (La presencia invisible: Acreedores), August Strindberg, 1969.
- King Lear (Rey Lear), William Shakespeare, 1969.
- Las armas de la hermosura, Pedro Calderón de la Barca, 1972.
- Woyzeck (Wozzeck), George Büchner, 1974.
- Rhynoceros (Rinocerontes), Eugène Ionesco, 1975.
- Il berretto a sonagli (El gorro de cascabeles), Luigi Pirandello, 1976.
- Diario de un loco, sobre Nicolái Gogol, 1976.
- Chaika (La gaviota), Antón Chéjov, 1977.
- La trastienda, Carlos Maggi, 1979.
- All over (Todo terminó), Edward Albee, 1980.
- Diadia Vania (El tío Vania), Antón Chéjov, 1981.
- Sacco e Vanzetti (Sacco y Vanzetti), Mino Roli y Luciano Vicenzoni, 1983.
- Iegor Bulichov i druguie (Los comerciantes), Maxim Gorki, 1987.
- Las ranas, Mauricio Rosencof, 1991.
- Vishniovi sad (El jardín de los cerezos), Antón Chéjov, 1991, 2009.
- Las fenicias, Eurípides, 1995.
- Molière, Mijail Bulgákov, 1997-98.
- Luces de bohemia, Ramón del Valle Inclán, 1999.

#### Música para cine
- Un instituto de previsión social, director José Carlos Álvarez y Pedro S. Boggiani, 1962.
- 21 días, director Ildefonso Beceiro hijo, 1963.

#### Arreglos de música popular para grabaciones
- Daniel Viglietti: Cantaliso en un bar, Muchacha, Sólo digo compañeros. Del disco Canciones Chuecas, Sello discográfico Orfeo, 1971.
- Rubén Olivera (volumen 2): La extraña historia de Marianita, A pesar de todo, sello Ayuí, Uruguay, 1983.
- Los Olimareños, disco Veinticinco años, grabación completa. Sello Orfeo, Uruguay.
- Daniel Viglietti: coproducción musical del disco Esdrújulo, con arreglos de las canciones Esdrújulo y De cabeza. Sello Orfeo, Uruguay, 1992.

## Obra teórica musical
- Introducción a la música (Tacuabé, Montevideo, 2002. Reeditado en 2008 y 2012).
- Músicas populares del Uruguay (Universidad de la República, Montevideo, 2007. Reeditado por Tacuabé, Montevideo, 2010 y 2014).
- Educación, arte, música (Tacuabé, Montevideo, 2004. Reeditado en 2013).
- Conversaciones sobre música, cultura e identidad (Ombú, Montevideo, 1992. Reeditado por Tacuabé en 2000, 2005 y 2012).
- Hacer música en América Latina (Tacuabé, Montevideo, 2012. Reeditado en 2014).
- Héctor Tosar, compositor uruguayo (Trilce, Montevideo, 1991).

## Discografía
- Gran tiempo (Tacuabé T/E 25 CD. 1995).[28]
- Los cadadías (Tacuabé T/E 35 CD. 2001).[29]